# ヴェルナー・イェーガー

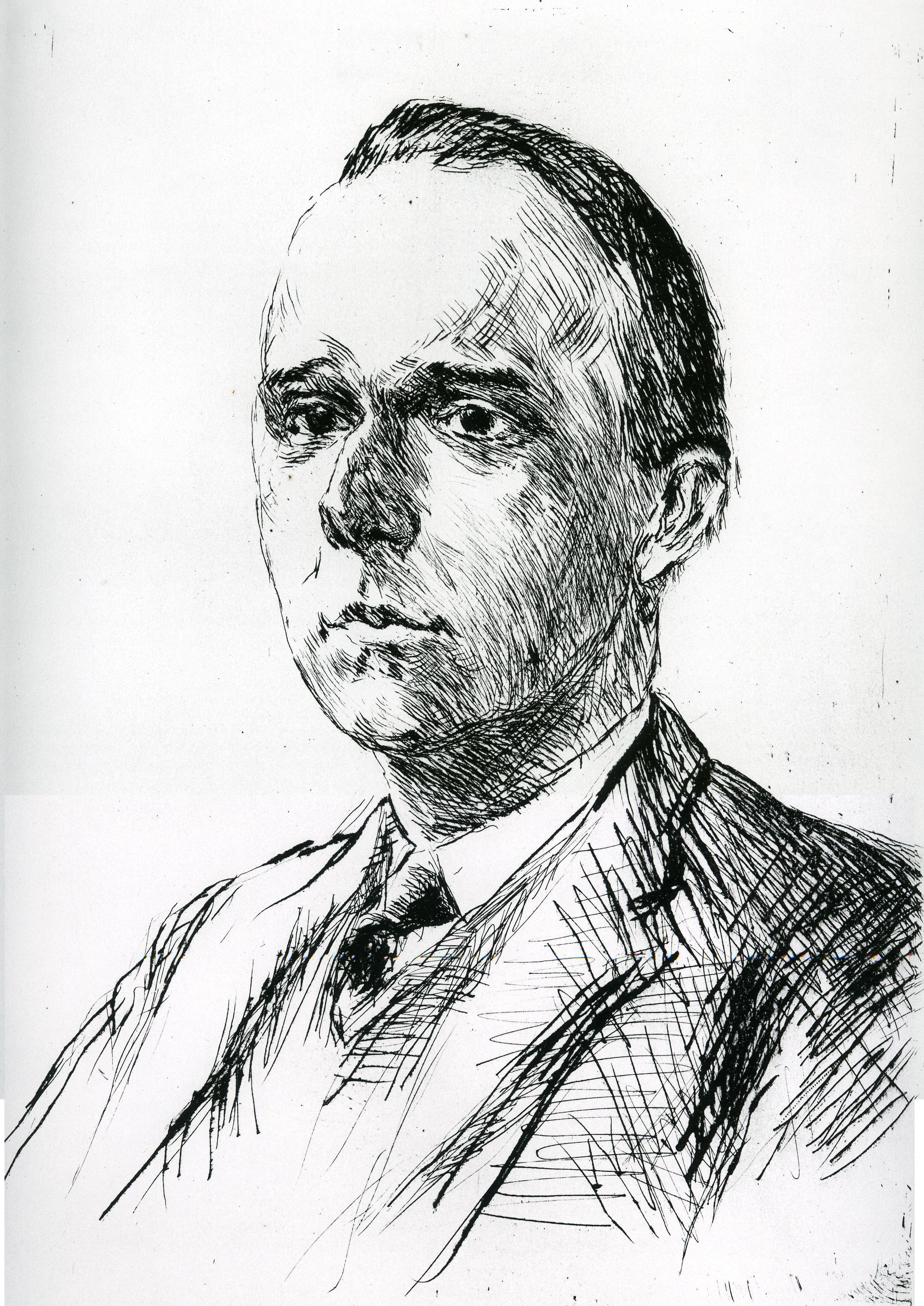
ヴェルナー・イェーガー（マックス・リーバーマンによるリトグラフィー［1915年］）

ヴェルナー・ヴィルヘルム・イェーガー（Werner Wilhelm Jaeger, 1888年7月30日 - 1961年10月19日）は、20世紀に活躍した古典学者。

## 略歴・業績
イェーガーはプロイセン王国ライン県のロベリッヒに生まれた。ロベリッヒの学校とケンペンにあるギムナジウム・トマエウムに通い、マールブルク大学とベルリン大学で学んだ。1911年、アリストテレスの『形而上学』に関する学位論文をもってベルリン大学から博士号を取得。ハビリタチオン論文はエメサのネメシオスに関するものだった（1914年）。弱冠26歳にしてスイスのバーゼル大学から招聘され、教授として講座をもつことになった。就任から1年後、キール大学の同様のポストに移動し、1921年に母校のベルリン大学に戻った。イェーガーは1936年までベルリンに留まったが、国家社会主義（ナチズム）が勢力を増してきたことに危機感を覚え、同年アメリカ合衆国に移民した。
イェーガーは『Humanistische Reden und Vortraege』（1937年）と『Demosthenes』（1938年）にて、オブラートに包んだ形で抗議の意を示した。なお、後者はカリフォルニア大学バークレー校で1934年に行われたサザー講義に基いている。イェーガーが込めたメッセージはドイツ本国の大学関係者たちには完全に理解され、ナチス・ドイツの熱烈な支持者は激しくイェーガーを攻撃した。
アメリカ移住後のイェーガーは、1936年から39年までシカゴ大学の専任教授を務め、その間の1936年から37年はスコットランドのセント・アンドルーズ大学でギフォード講義を行った。その後にハーバード大学に移籍し、第一次世界大戦の前に開始していた教父ニュッサのグレゴリオスについての研究を続けた。イェーガーはその後生涯をマサチューセッツ州ケンブリッジで過ごした。カナダの哲学者ジェームズ・ダウル（James Doull）はハーバードでの教え子の一人である。
イェーガーはアリストテレスの『形而上学』についての学位論文を二部、一つはラテン語で、もう一つはドイツ語で執筆した。イェーガー版の『形而上学』は1957年に出版された。ニュッサのグレゴリオスによる『Contra Eunomium』（1921年、1960年）を編集してからわずか2年後、1923年にイェーガーはアリストテレスについての画期的研究を上梓し、その名を広く知られるようになった。その評価は1960年代に至るまで疑い得ないものであった。イェーガーは学術誌を2冊創刊した。すなわち、『Die Antike』と、影響力をもった書評誌『Gnomon』（1925年-）である。イェーガーは教父ニュッサのグレゴリオスの全集『Gregorii Nysseni Opera』の編集者で、主著『Contra Eunomium』（1921年、1960年）の編集も行った。この版は偉大な学術的業績であり、聖書学の一つカッパドキア三教父に関する研究の文献学的基礎となっている。
イェーガーは数冊からなる著作『Paideia: The Ideals of Greek Culture』の著者として最もよく知られている。同著は古代ギリシャにおける最初期の教育実践と、その文化的本性に関する後世の哲学的反省を考察したものである。この著作によって、イェーガーは20世紀初頭に見られたヨーロッパにおける退廃的状況を改め、ヘレニズム文化に起源をもつ諸価値を回復しようとしたのである。イェーガーの最終講義『Early Christianity and Greek Paideia』（1961年、邦訳1964年）は、彼の生涯にわたる業績をまとめた非常に印象的な作品である。その扱う範囲は幅広く、ほぼ1,000年の歴史をもつギリシャ文献学、ホメロス、ソクラテス以前の哲学者たち、プラトン、そして幾人かの教父たちの哲学・神学にまで至る。ヴェルナー・イェーガーの論文は、ホートン図書館（ハーバード大学）に所蔵されている。

### プラトンとアリストテレスの解釈
プラトンとアリストテレスの解釈史に関するイェーガーの立ち位置について、ジョンズ・ホプキンズ大学のハロルド・F・チャーニスが明確に要約している。プラトンとアリストテレスの解釈史は、おおまかに言って、下記に示す立場のどれかを支持していると考えられる。（a）アリストテレスはプラトンの初期対話篇・著作に共感し、受容した。（b）アリストテレスはプラトンの後期対話篇・著作に共感し、受容した。（c）先の2つの立場を様々に組み合わせた立場。チャーニスは次のように述べている。「ヴェルナー・イェーガーの見た限りでは、プラトンの哲学は『質料（matter）』なのであり、そこから新しく高度なアリストテレスの思考という形相（form）が生まれ、徐々にではあるが確実かつ着実に発展していったとされる（『Aristoteles』, p. 11）。この解釈は、アリストテレスのプラトン理解が「絶対的無理解（absolut verstandnislos）」だったのかどうかという「古い論争（old controversy）」を呼び起こすものである。だが、このことは、アリストテレス独自の思考パターンが、ある特定のプラトン理解と不整合である、というライゼガングによる再主張を妨げるものではなかった」。ここでチャーニスは、イェーガーとライゼガングが反対の立場にあり、ライゼガングはプラトンとアリストテレスを上記（a）もしくは（b）の立場によって調停する可能性があることについて共感的ではなかったと考えている。

## 著作
- Emendationum Aristotelearum specimen (1911)
- Studien zur Enstehungsgeschichte der Metaphysik des Aristoteles (1911)
- Nemesios von Emesa. Quellenforschung zum Neuplatonismus und seinen Anfaengen bei Poseidonios (1914)
- Gregorii Nysseni Opera, vol. I-X  (since 1921, latest 2009)
- Aristoteles: Grundlegung einer Geschichte seiner Entwicklung (1923; English trans. by Richard Robinson (1902-1996) as Aristotle: Fundamentals of the History of His Development, 1934)
- Platons Stellung im Aufbau der griechischen Bildung (1928)
- Paideia; die Formung des griechischen Menschen, 3 vols. (German, 1933–1947; trans. by Gilbert Highet as Paideia: The Ideals of Greek Culture, 1939–1944) - ハイエットによる英訳
北岡宏章、中田裕一訳「翻訳　W.イェーガー著『パイデイア――ギリシア的人間の形成』（1）」、『大阪府立工業高等専門学校研究紀要』27, pp.97-105, 1993年
北岡宏章、中田裕一訳「翻訳　W.イェーガー著『パイデイア――ギリシア的人間の形成』（2）」、『大阪府立工業高等専門学校研究紀要』28, pp.81-89, 1994年
村島義彦訳「パイデイア――ギリシア的人間の形成（その1）」、『国際教育研究所紀要』(5), pp.81-103, 1996年
村島義彦訳「パイデイア――ギリシア的人間の形成（その2）」、『国際教育研究所紀要』(6), pp.49-87, 1997年
村島義彦訳「パイデイア――ギリシア的人間の形成（その3）」、『国際教育研究所紀要』(7), pp.51-98, 1998年
村島義彦訳「パイデイア――ギリシア的人間の形成（その4）」、『国際教育研究所紀要』(8), pp.25-49, 1999年
村島義彦訳「パイデイア――ギリシア的人間の形成（その5）」、『国際教育研究所紀要』(9), pp.35-59, 2000年
村島義彦訳「プラトン『ゴルギアス』』、『大阪学院大学・国際学論集』11(2), pp.63-119, 2000年
村島義彦訳「パイデイア――ギリシア的人間の形成（その6）」、『国際教育研究所紀要』(10), pp.51-68, 2001年
村島義彦訳「パイデイア――ギリシア的人間の形成（その7）」、『国際教育研究所紀要』(11), pp.57-86, 2002年
村島義彦訳「プラトンとディオニュシオス」、『立命館文学』(576), pp.41-66, 2002年
村島義彦訳「プラトン『パイドロス』――哲学とレトリック」、『立命館文学』(580), pp.47-61, 2003年
村島義彦訳「プラトン『法律』（その1）」、『立命館文学』(585), pp.74-95, 2004年
村島義彦訳「プラトン『法律』（その2）」、『立命館文学』(591), pp.74-92, 2005年
村島義彦訳「プラトン『法律』（その3）」、『立命館文学』(601), pp.55-73, 2007年
村島義彦訳「歴史におけるプラトン像」、『立命館文学』(602), pp.35-42, 2007年
村島義彦訳「ソクラテス（その1）」、『立命館文学』(606), pp.108-123, 2008年
村島義彦訳「ソクラテス（その2）」、『立命館文学』(610), pp.19-33, 2009年
村島義彦訳「ソクラテス（その3）」、『立命館文学』(614), pp.151-170, 2009年
村島義彦訳「ソクラテス（その4）」、『立命館文学』(616), pp.1-17, 2009年
村島義彦訳「パイデイア――ギリシア文化を彩る理想の数々」、『立命館文学』(623), pp.153-177, 2011年 - ※以下各 ギルバート・ハイエット(en:Gilbert Highet)による英訳からの重訳
村島義彦訳「パイデイア（2）――ギリシア文化を彩る理想の数々」、『立命館文学』(626), pp.1320-1336, 2012年
村島義彦訳「パイデイア（3）――ギリシア文化を彩る理想の数々」、『立命館文学』(627), pp.46-64, 2012年
村島義彦訳「パイデイア（4）――ギリシア文化を彩る理想の数々」、『立命館文学』(629), pp.374-390, 2012年
村島義彦訳「パイデイア（5）――ギリシア文化を彩る理想の数々」、『立命館文学』(632), pp.47-65, 2013年
村島義彦訳「パイデイア（6）――ギリシア文化を彩る理想の数々」、『立命館文学』(633), pp.222-234, 2013年
村島義彦訳「翻訳 パイデイア(その7)ギリシア文化を彩る理想の数々」、『立命館文学』(638), pp.43-60, 2014年
村島義彦訳「パイデイア(そのVIII) : ギリシア文化を彩る理想の数々』、『立命館文学』(639), pp.147-158, 2014年
  - 曽田長人訳『パイデイア　ギリシアにおける人間形成』

知泉書館<知泉学術叢書>（上中下）
　（上）2018年7月、（中）2024年4月、（下）2024年12月。
- Humanistische Reden und Vortraege (1937)
- Demosthenes (Sather Classical Lecture), 1934, 1938 trans. by Edward Schouten Robinson; German edition 1939)
- Humanism and Theology, 1943
- The Theology of the Early Greek Philosophers (Gifford Lectures) 1936, translated by Edward Schouten Robinson,1947; 1953 German edition
神沢惣一郎訳『ギリシャ哲學者の神學』早稲田大学出版部、1960年
- Two rediscovered works of ancient Christian literature: Gregory of Nyssa and Macarius,1954
- Aristotelis Metaphysica, 1957
- Scripta Minora, 2 vol., 1960
- Early Christianity and Greek Paideia, 1961
野町啓訳『初期キリスト教とパイデイア』 筑摩書房<筑摩叢書>、1964年、新版1985年
- Gregor von Nyssa's Lehre vom Heiligen Geist, 1966